# Hegyhátszentjakab
Hegyhátszentjakab là một thị trấn thuộc hạt Vas, Hungary. Thị trấn này có diện tích 9,47 km², dân số năm 2010 là 274 người, mật độ 29 người/km².